# Bassuet
Bassuet is een gemeente in het Franse departement Marne (regio Grand Est) en telt 293 inwoners (2005). De plaats maakt deel uit van het arrondissement Vitry-le-François.

## Geografie
De oppervlakte van Bassuet bedraagt 8,5 km², de bevolkingsdichtheid is 34,5 inwoners per km².
De onderstaande kaart toont de ligging van Bassuet met de belangrijkste infrastructuur en aangrenzende gemeenten.

## Demografie
Onderstaande figuur toont het verloop van het inwonertal (bron: INSEE-tellingen).